# Segona Sinagoga (Castelló d'Empúries)
La Sinagoga del Puig del Mercadal és un edifici del municipi de Castelló d'Empúries (Alt Empordà) inclòs en l'Inventari del Patrimoni Arquitectònic de Catalunya. La sinagoga és l'edifici d'estudi i oració de la comunitat jueva. A l'època medieval se les coneixia també com a escoles (l'escola dels homes, l'escola de les dones i l'escola dels nens), ja que és l'únic lloc on els nens jueus aprenen hebreu i perquè s'hi dedicaven espais per a l'estudi dels llibres sagrats. Disposava, fins i tot, de carnisseria i peixateria pròpies, per tal de poder seguir les normes dietètiques caixer.

## Descripció
Edifici situat dins l'antic nucli emmurallat de la població, dins dels límits de l'antiga aljama jueva, entre els carrers de Sant Pere més Baix i Peixateries Velles.
Casa formada per dues crugies perpendiculars a la façana principal, que consta de planta baixa, planta pis i golfes. La façana conserva part del parament original de carreus de pedra escairats, a la planta baixa. En canvi, la resta del parament es troba arrebossat. S'accedeix a l'interior de l'immoble a través d'un gran portal d'arc de mig punt bastit amb grans dovelles i amb els brancals de pedra. Al seu costat s'ubica un altre portal d'arc rebaixat, que conserva els dos brancals bastits amb carreus de pedra i decorats amb una motllura que recorre tot l'emmarcament interior de la porta. A la primera planta, situat a l'espai delimitat entre les dues portes, s'obre un balcó rectangular força senzill recolzat damunt les dovelles del portal de mig punt. Al seu costat hi ha una petita finestra quadrada. Entre ambdues obertures es documenta la data 1781, inscrita damunt de l'arrebossat del mur. Les obertures de la planta golfes són petites finestres quadrades. Pel que fa al seu interior destaca la planta baixa de l'edifici, coberta amb voltes de canó decorades amb llunetes, bastides amb maons disposats a la catalana.

## Història
La comunitat jueva es troba documentada a Castelló d'Empúries des de finals del segle xiii, tot i que no és fins al segle xiv que amplien els límits de la seva aljama i s'estableixen en aquesta part del barri del Mercadal, delimitada entre els carrers de Sant Pere més Baix i de les Peixateries Velles.
La primera referència que tenim dels jueus a la vila comtat data de mitjans del segle xiii. El 1238 els comtes d'Empúries atorguen la concessió d'un privilegi a la comunitat jueva de Castelló d'Empúries, el qual fa suposar l'existència d'una comunitat ja consolidada. Arrel d'això s'inicia una etapa de bonança, prosperitat i creixement, paral·lel al creixement econòmic i social que també visqué la capital del comtat.
La següent data que tenim és de finals del segle xiii. Es conserva un document a l'Arxiu Històric de Girona, que data de 1264, i que fa referència a la Sinagoga dels jueus. Es tracta d'un document de compra venda d'una casa o parcel·la en la qual una de les afrontacions és amb un edifici aleshores ja conegut com a sinagoga. L'edifici de la sinagoga s'ubica en un lloc estratègic de la vila, al Puig Mercadal, el centre del poder econòmic. Allà és on es diuen a terme moltes de les activitats comercials de la vila (peixaters, carnissers, paraires, teixidors, etc), cosa que interessava ja que molts jueus es dedicaven al préstec de diners. A més a més, aleshores la sinagoga limitava directament amb el fossar del primer Castell comtal, on residia el comte, que s'ubicava a l'actual plaça de Jaume I. Més endavant, quan s'enderrocà el castell s'edificà la plaça per ubicar-hi el mercat del cereal, i a finals del segle xiii es parcel·là l'actual carrer de la Neu.
En aquesta primera etapa, a la sinagoga s'entrava per la banda nord. Al segle xiii a la banda nord hi havia una petita plaça (la qual actualment és un pati interior de la mateixa propietat) d'uns 90 metres quadrats, que connectaven amb un carrer (del qual se'n conserva una part a l'interior de l'Hotel de la Moneda. Malauradament, l'urbanisme medieval ha patit nombroses modificacions, i alguns carrers medievals han desaparegut. Això romangué així fins al 1321.
De l'any 1321 és un document en el qual la comunitat jueva afirma que "per causes fortuïtes" la sinagoga ha quedat en un estat ruïnós. En aquest context i aprofitant l'avinentesa, els secretaris de l'aljama van sol·licitar permisos per reconstruir i ampliar la sinagoga, ja que la comunitat havia crescut en nombre. Es varen haver de demanar dos permisos: el primer al comte Ponç Hug V d'Empúries, també conegut com a Malgaulí, i el segon a l'aleshores bisbe de Girona, Pere de Rocabertí. Ambdós van donar els respectius permisos, però el bisbe va precisar les mides que no podia sobrepassar el nou immoble. Aquesta precisió era de 15 metres d'amplada i 60 d'alçada i de llargada fins a arribar al carrer. La llicència permetia ampliar cap al sud i cap a l'est, cap a on hi havia un pati i un pòrtic. A la banda sud s'obre una nova porta d'entrada que donava a les peixateries (janua sinagoga que est versus peixateriam), on s'ubica la porta actual; mentre que a la banda nord encara hi havia la porta primitiva (janua prima).
Un dels més difícils per als jueus catalans tingué lloc a finals del segle xiv. El 1391 es produeix un assalt massiu a molts calls catalans, i alguns castellans. Mentre això va tenir repercussió arreu, al call de Castelló d'Empúries va sortir il·lès ja que seguien mantenint la protecció comtal. Molts jueus de Girona i al seu voltant que varen fugir, van optar per traslladar-se a la vila comtal. En aquesta època és, però, quan es comencen a trobar documents relatius als primers jueus convertits al cristianisme.